# Нагаока (лунный кратер)
Кратер Нагаока (лат. Nagaoka) — крупный древний ударный кратер в северном полушарии обратной стороны Луны. Название присвоено в честь японского физика Хантаро Нагаока (1865—1940) и утверждено Международным астрономическим союзом в 1970 г. Образование кратера относится к нектарскому периоду.

## Описание кратера
Ближайшими соседями кратера являются кратер Леонов на западе; кратер Комаров на севере-северо-западе; кратер Константинов на востоке и кратер Кольшюттер на юге. На севере-северо-западе от кратера Нагаока  располагается Море Москвы. Селенографические координаты центра кратера 19°31′ с. ш. 154°03′ з. д. / 19,51° с. ш. 154,05° з. д., диаметр 50,5 км, глубина 2,3 км.
Кратер Нагаока имеет полигональную форму и значительно разрушен. Вал сильно сглажен, северо-западная часть вала перекрыта сателлитным кратером Нагаока W (см ниже). Внутренний склон вала со следами обрушения. Высота вала над окружающей местностью 1090 м, объем кратера составляет приблизительно 1650 км³. Дно чаши пересеченное, отмечено множеством мелких кратеров.

## Сателлитные кратеры
| Нагаока | Координаты                                              | Диаметр, км |
| ------- | ------------------------------------------------------- | ----------- |
| U       | 20°06′ с. ш. 151°30′ в. д. / 20,1° с. ш. 151,5° в. д.   | 29,7        |
| W       | 20°07′ с. ш. 153°07′ в. д. / 20,12° с. ш. 153,11° в. д. | 28,8        |